# Three Days Grace (album)
| Recensione       | Giudizio |
| ---------------- | -------- |
| AllMusic         |          |
| Robert Christgau | Dud      |

Three Days Grace è il primo album dell'omonima band canadese, pubblicato nel 2003. Dall'album sono stati estratti i singoli Just Like You, Home e I Hate Everything About You.

## Tracce
1. Burn – 4:27
2. Just Like You – 3:06
3. I Hate Everything About You – 3:51
4. Home – 4:20
5. Scared – 3:13
6. Let You Down – 3:44
7. Now or Never – 3:00
8. Born Like This – 3:32
9. Drown – 3:28
10. Wake Up – 3:24
11. Take Me Under – 4:18
12. Overrated – 3:30

Tracce bonus nelle edizioni iTunes e deluxe
1. I Hate Everything About You (Acoustic) – 3:59
2. Are You Ready – 2:47
3. Drown (Acoustic) – 4:05

## Formazione
- Adam Gontier - voce, chitarra
- Brad Walst - basso
- Neil Sanderson - batteria